# Walter Stuhlmann
Walter Stuhlmann (* 25. Januar 1915 in Mildenau; † 12. Oktober 1988) war ein deutscher Ingenieur und Manager.

## Leben
Walter Stuhlmann studierte von 1934 bis 1940 Maschinenbau und Elektrotechnik an der Technischen Hochschule Berlin. Im Anschluss arbeitete er bis 1945 als Wissenschaftlicher Assistent am Institut für mechanische Technologie bei Paul Riebensahm. 1948 wurde er mit der Arbeit „Kritische Betrachtung der sogenannten S-Kurve als Mittel zur Darstellung der Umwandlungsvorgänge bei der Abkühlung von Stahl“ zum Doktoringenieur promoviert. Stuhlmanns Habilitation folgte im Jahr 1955. Ab April 1946 bereits als Lehrbeauftragter, wurde er im August 1962 außerplanmäßiger Professor. 1955 wechselte er zur  IBM Deutschland GmbH, für die er 25 Jahre lang tätig war, zuletzt als Direktor. Zeitweilig wirkte er als Berlin-Beauftragter seines Unternehmens.
Walter Stuhlmann war 1942 Mitbegründer der Härtereitechnischen Vereinigung. Er war Mitglied des Vereins Deutscher Ingenieure (VDI) und in diesem ehrenamtlich in zahlreichen Funktionen aktiv. Von 1969 bis 1974 war er Vorsitzender des Württembergischen Ingenieurvereins, von 1976 bis 1982 Mitglied des VDI-Präsidiums, seit 1977 VDI-Schatzmeister und Vorsitzender des Finanzbeirats. Darüber hinaus war er Vorsitzender des Bereichs „Ausbildung und Weiterbildung“ der VDI-Hauptgruppe „Der Ingenieur in Beruf und Gesellschaft“ und Vorsitzender des Beirats des VDI-Verlags. Er gehörte seit 1967 dem  Präsidium des Deutschen Instituts für Normung (DIN) an und wurde 1971 stellvertretender Präsident. 1973 war er Repräsentant des DIN auf der ISO-Mitgliederversammlung in Washington. Von 1969 bis 1972 war er Vorsitzender des Instituts für Härtereitechnik Bremen. Zusammen mit Otto Schaaber war Stuhlmann für die Entstehung des Internationalen Verbandes für die Wärmebehandlung der Werkstoffe (IVW) mit Sitz in Zürich verantwortlich.
1975 wurde Walter Stuhlmann in den Waldemar-Hellmich-Kreis des DIN aufgenommen. 1983 ernannte der VDI ihn zum Ehrenmitglied. Im selben Jahr wurde er auch Ehrenmitglied der Arbeitsgemeinschaft Wärmebehandlung und Werkstofftechnik e. V. (AWT).
Walter Stuhlmann wurde auf dem Ostfilderfriedhof beigesetzt.